# ロバート・メイ
オックスフォードのメイ男爵ロバート・マクレディ・メイ（Robert McCredie May, Baron May of Oxford OM AC FRS FAA FTSE FRSN  , 1936年1月8日 - 2020年4月28日）は、オーストラリア生まれのイギリスの生物学者。イギリス政府の首席科学顧問、ロンドン王立協会の会長、シドニー大学、プリンストン大学、オックスフォード大学とインペリアル・カレッジ・ロンドンの教授。イギリス貴族院の無所属議員。科学の発展のためのイギリス学術協会の会長などを務めた。

## 経歴
メイはオーストラリアで生まれ、シドニーボーイズ高校、シドニー大学で教育を受けた。化学工学と理論物理学を専攻して1956年に学士、1959年に理論物理学で博士を取得した。 経歴の初期でメイは動物の個体群動態や、自然個体群の複雑さと安定性に関心を持った。彼は大学で学んだ数学的な知識を応用し、集団生物学を大きく発展させることができた。彼の研究は1970年代、1980年代を通して理論生態学の発展に重要な役割を果たした。彼はまたこの研究を感染症の研究や生物多様性の研究に応用した。
メイは1959年から1961年までハーバード大学の応用数学の助教授であった。1962年にシドニー大学に戻り、理論物理学の助教授、准教授、教授と昇進した（1972）。その後プリンストン大学で動物学教授、インペリアルカレッジ・ロンドン、オックスフォード大学で教授を務めた。1995年から2000年まで科学技術局長官、2000から2005年までロンドン王立協会の会長を務めた。また大英自然史博物館、キューガーデン、イギリス世界自然保護基金の理事や評議委員を務め、イギリス生態学会の会長でもある。
メイは1996年に、イグ・ノーベル賞がイギリスの市民に誤ったイメージを与え価値ある研究への関心を失わせるかも知れないと考え、イギリスの科学者にイグ・ノーベル賞を与えないよう要請したが国内の科学者たちから批判された。1996年にナイトに叙され、1998年にオーストラリア勲章の受章者となった。2001年に一代貴族に叙された。当初男爵位のタイトルをウラーラとすることを望んだが、オーストラリア首相府との交渉に失敗し、結局オックスフォードシャー・オックスフォードのメイ男爵となった。2002年にメリット勲章を受章した。
1979年にロンドン王立協会会員、1991年にオーストラリア科学アカデミーの海外会員、1992年にアメリカ国立科学アカデミーの外国人会員などに選ばれている。

## 受賞歴
- 1984年 ロバート・H・マッカーサー賞
- 1985年 クルーニアン・メダル
- 1991年 リンネ・メダル（ロンドン・リンネ学会より）
- 1995年 フリンク・メダル（ロンドン動物学会より）
- 1996年 クラフォード賞
- 1998年 バルザン賞
- 2001年 ブループラネット賞
- 2007年 コプリ・メダル
- 2011年 ディラック・メダル（ニューサウスウェールズ大学より）

## 著作

### 書籍
- Nowak, M.A. R.M. May. 2000. Virus Dynamics: the Mathematical Foundations of Immunology and Virology. Oxford University Press. ISBN 0-19-850418-7
- Magurran, A.E. and R.M. May (eds.). 1999. Evolution of Biological Diversity. Oxford University Press. ISBN 0-19-850304-0
- Lawton, J.H. and R.M. May (eds.). 1995. Extinction Rates. Oxford University Press. ISBN 0-19-854829-X
- Edwards, P.J., R.M. May, N.R. Webb (eds.). 1994. Large Scale Ecology and Conservation Biology. Blackwell Scientific Publishers. ISBN 0-86542-801-8
- Anderson, R.M. and R.M. May. 1991. Infectious Diseases of Humans: Transmission and Control. Oxford University Press.ISBN 0-19-854040-X
- Hassell, M.P. and R.M. May (eds.). 1990. Population Regulation and Dynamics. Cambridge University Press.
- Roughgarden, J., R.M. May and S.A. Levin. 1989. Perspectives in Ecological Theory. Princeton University Press. ISBN 0-691-08508-0
- May, R.M. (ed.). 1984. Exploitation of Marine communities : report of the Dahlem Workshop on Exploitation of Marine Communities, Berlin, April 1-6, 1984. Springer-Verlag. ISBN 3-540-15028-5
- Anderson, R.M. and R.M. May. (eds.). 1982. Population Biology of Infectious Diseases. Springer-Verlag ISBN 0-387-11650-8
- May, R.M. (ed.). 1976 (and 1981). Theoretical Ecology: Principles and Applications. Blackwell Scientific Publishers. ISBN 0-632-00768-0
- May, R.M. 1973. Stability and Complexity in Model Ecosystems. Princeton University Press. ISBN 0-691-08125-5. (re-issued with a retrospective introduction in the Princeton Landmarks in Biology series, 2000)